# Puchar Polski w piłce siatkowej kobiet (2017/2018)
Puchar Polski w piłce siatkowej kobiet 2017/2018 – 61. sezon rozgrywek o siatkarski Puchar Polski odbywający się od 1932 roku. 

## System rozgrywek
Rozgrywki składały się z sześciu rund wstępnych, ćwierćfinałów i turnieju finałowego. Drużyny, które grają w II lidze rozpoczynają od 1. rundy. Następnie w 3. rundzie do zwycięzców z 2. rundy dojdą drużyny z I ligi, następnie w 6. rundzie rozpoczną rozgrywki drużyny z Ligi Siatkówki Kobiet. Turniej rozgrywany jest systemem pucharowym - przegrana drużyna odpada. Gospodarzem w rundach wstępnych jest drużyna, która zajęła niższą pozycję w klasyfikacji końcowej lub z niższej ligi. Gospodarzami meczów pomiędzy drużynami Ligi Siatkówki Kobiet  jest drużyna wyżej sklasyfikowana po pierwszej rundzie fazy zasadniczej sezonu 2017/2018.

## Drużyny uczestniczące
| Liga Siatkówki Kobiet                    | Liga Siatkówki Kobiet |
| ---------------------------------------- | --------------------- |
| Budowlani Łódź                           | zwycięzca             |
| ŁKS Commercecon Łódź                     | finał                 |
| PTPS Piła                                | półfinał              |
| Chemik Police                            | ćwierćfinał           |
| KS Developres Rzeszów                    | ćwierćfinał           |
| BKS Aluprof Bielsko-Biała                | ćwierćfinał           |
| KS Pałac Bydgoszcz                       | ćwierćfinał           |
| Impel Wrocław                            | 5 runda               |
| Polski Cukier Muszynianka Fakro Bank BPS | 5. runda              |
| Trefl Proxima Kraków                     | 5. runda              |
| AZS KSZO Ostrowiec Świętokrzyski         | 5. runda              |
| Tauron MKS Dąbrowa Górnicza              | 4.runda               |
| Siódemka SK bank Legionovia              | 4. runda              |
| Budowlani Toruń                          | 4. runda              |

| I liga 12 drużyn                     | I liga 12 drużyn |
| ------------------------------------ | ---------------- |
| Radomka Radom                        | półfinał         |
| Wisła Warszawa                       | 5. runda         |
| WTS Solna Wieliczka                  | 5. runda         |
| Energa MKS Kalisz                    | 4. runda         |
| Joker Mekro Energoremont Świecie     | faza grupowa     |
| UNI Opole                            | faza grupowa     |
| Grupa Azoty PWSZ Tarnów              | faza grupowa     |
| Enea Energetyk Poznań                | faza grupowa     |
| KŚ AZS Politechniki Śląskiej Gliwice | faza grupowa     |
| PWSZ Karpaty Krosno                  | faza grupowa     |
| SMS PZPS Szczyrk                     | faza grupowa     |
| AZS-AWF Warszawa                     | faza grupowa     |

| niższe ligi 4 drużyn       | niższe ligi 4 drużyn |
| -------------------------- | -------------------- |
| NOSiR Nowy Dwór Mazowiecki | faza grupowa         |
| MKS Polonia Świdnica       | faza grupowa         |
| Sparta Warszawa            | faza grupowa         |
| WTS Włocławek              | runda wstępna        |

## Rozgrywki

### runda wstępna
| Data       | Drużyna 1     | Wynik | Drużyna 2                  | Sety                |
| ---------- | ------------- | ----- | -------------------------- | ------------------- |
| 24.09.2017 | WTS Włocławek | 0:3   | NOSiR Nowy Dwór Mazowiecki | 23:25, 22:25, 14:25 |

### faza grupowa
Grupa A
Świdnica
| Lp. | Drużyna               | Pkt | Mecze | Mecze   | Mecze   | Sety | Sety | Sety  | Małe punkty | Małe punkty | Małe punkty |
| Lp. | Drużyna               | Pkt | M     | W (3:2) | P (2:3) | wyg. | prz. | ratio | zdob.       | str.        | ratio       |
| --- | --------------------- | --- | ----- | ------- | ------- | ---- | ---- | ----- | ----------- | ----------- | ----------- |
| 1   | Wisła Warszawa        | 9   | 3     | 3 (0)   | 0 (0)   | 9    | 1    | 9.000 | 249         | 175         | 1.423       |
| 2   | Enea Energetyk Poznań | 6   | 3     | 2 (0)   | 1 (0)   | 6    | 3    | 2.000 | 214         | 180         | 1.189       |
| 3   | AZS AWF Warszawa      | 2   | 3     | 1 (1)   | 2 (0)   | 3    | 8    | 0.375 | 210         | 248         | 0.847       |
| 4   | MKS Polonia Świdnica  | 1   | 3     | 0 (0)   | 3 (1)   | 3    | 9    | 0.333 | 211         | 281         | 0.751       |

Źródło: 
Punktacja: 3:0 i 3:1 – 3 pkt; 3:2 – 2 pkt; 2:3 – 1 pkt; 1:3 i 0:3 – 0 pkt
Zasady ustalania kolejności: 1. liczba punktów; 2. liczba zwycięstw; 3. stosunek setów; 4. stosunek małych punktów
| Data       | Drużyna 1             | Wynik | Drużyna 2             | Sety                             |
| ---------- | --------------------- | ----- | --------------------- | -------------------------------- |
| 29.09.2017 | AZS AWF Warszawa      | 0:3   | Enea Energetyk Poznań | 28:30, 10:25, 22:25              |
| 29.09.2017 | Wisła Warszawa        | 3:1   | MKS Polonia Świdnica  | 25:15, 25:17, 24:26, 25:15       |
| 30.09.2017 | MKS Polonia Świdnica  | 0:3   | Enea Energetyk Poznań | 13:25, 17:25, 15:25              |
| 30.09.2017 | Wisła Warszawa        | 3:0   | AZS AWF Warszawa      | 25:14, 25:14, 25:15              |
| 01.10.2017 | AZS AWF Warszawa      | 3:2   | MKS Polonia Świdnica  | 18:25, 24:26, 25:19, 25:16, 15:7 |
| 01.10.2017 | Enea Energetyk Poznań | 0:3   | Wisła Warszawa        | 22:25, 16:25, 21:25              |

Grupa B
Warszawa
| Lp. | Drużyna                          | Pkt | Mecze | Mecze   | Mecze   | Sety | Sety | Sety  | Małe punkty | Małe punkty | Małe punkty |
| Lp. | Drużyna                          | Pkt | M     | W (3:2) | P (2:3) | wyg. | prz. | ratio | zdob.       | str.        | ratio       |
| --- | -------------------------------- | --- | ----- | ------- | ------- | ---- | ---- | ----- | ----------- | ----------- | ----------- |
| 1   | Radomka Radom                    | 9   | 3     | 3 (0)   | 0 (0)   | 9    | 1    | 9.000 | 252         | 193         | 1.306       |
| 2   | Joker Mekro Energoremont Świecie | 6   | 3     | 2 (0)   | 1 (0)   | 7    | 3    | 2.333 | 239         | 209         | 1.144       |
| 3   | SMS PZPS Szczyrk                 | 3   | 3     | 1 (0)   | 2 (0)   | 3    | 7    | 0.429 | 234         | 236         | 0.992       |
| 4   | Sparta Warszawa                  | 0   | 3     | 0 (0)   | 3 (0)   | 1    | 9    | 0.111 | 160         | 247         | 0.648       |

Źródło: 
Punktacja: 3:0 i 3:1 – 3 pkt; 3:2 – 2 pkt; 2:3 – 1 pkt; 1:3 i 0:3 – 0 pkt
Zasady ustalania kolejności: 1. liczba punktów; 2. liczba zwycięstw; 3. stosunek setów; 4. stosunek małych punktów
| Data       | Drużyna 1        | Wynik | Drużyna 2        | Sety                       |
| ---------- | ---------------- | ----- | ---------------- | -------------------------- |
| 29.09.2017 | Joker Świecie    | 3:0   | Sparta Warszawa  | 25:21, 25:15, 25:9         |
| 29.09.2017 | Radomka Radom    | 3:0   | SMS PZPS Szczyrk | 25:19, 25:21, 31:29        |
| 30.09.2017 | Joker Świecie    | 1:3   | Radomka Radom    | 20:25, 19:25, 25:21, 21:25 |
| 30.09.2017 | Sparta Warszawa  | 1:3   | SMS PZPS Szczyrk | 18:25, 17:25, 25:22, 16:25 |
| 01.10.2017 | SMS PZPS Szczyrk | 0:3   | Joker Świecie    | 23:25, 27:29, 18:25        |
| 01.10.2017 | Radomka Radom    | 3:0   | Sparta Warszawa  | 25:12, 25:13, 25:14        |

Grupa C
| Lp. | Drużyna         | Pkt | Mecze | Mecze   | Mecze   | Sety | Sety | Sety  | Małe punkty | Małe punkty | Małe punkty |
| Lp. | Drużyna         | Pkt | M     | W (3:2) | P (2:3) | wyg. | prz. | ratio | zdob.       | str.        | ratio       |
| --- | --------------- | --- | ----- | ------- | ------- | ---- | ---- | ----- | ----------- | ----------- | ----------- |
| 1   | Solna Wieliczka | 6   | 2     | 2 (0)   | 0 (0)   | 6    | 0    | MAX   | 150         | 106         | 1.415       |
| 2   | Uni Opole       | 2   | 2     | 1 (1)   | 1 (0)   | 3    | 5    | 0.600 | 162         | 177         | 0.915       |
| 3   | Karpaty Krosno  | 1   | 2     | 0 (0)   | 2 (1)   | 2    | 6    | 0.333 | 152         | 181         | 0.840       |

Źródło: 
Punktacja: 3:0 i 3:1 – 3 pkt; 3:2 – 2 pkt; 2:3 – 1 pkt; 1:3 i 0:3 – 0 pkt
Zasady ustalania kolejności: 1. liczba punktów; 2. liczba zwycięstw; 3. stosunek setów; 4. stosunek małych punktów
| Data       | Drużyna 1       | Wynik | Drużyna 2       | Sety                             |
| ---------- | --------------- | ----- | --------------- | -------------------------------- |
| 29.09.2017 | Uni Opole       | 3:2   | Karpaty Krosno  | 25:18, 17:25, 22:25, 27:25, 15:9 |
| 30.09.2017 | Karpaty Krosno  | 0:3   | Solna Wieliczka | 22:25, 18:25, 10:25              |
| 01.10.2017 | Solna Wieliczka | 3:0   | Uni Opole       | 25:22, 25:20, 25:14              |

Grupa D
| Lp. | Drużyna                           | Pkt | Mecze | Mecze   | Mecze   | Sety | Sety | Sety  | Małe punkty | Małe punkty | Małe punkty |
| Lp. | Drużyna                           | Pkt | M     | W (3:2) | P (2:3) | wyg. | prz. | ratio | zdob.       | str.        | ratio       |
| --- | --------------------------------- | --- | ----- | ------- | ------- | ---- | ---- | ----- | ----------- | ----------- | ----------- |
| 1   | MKS Kalisz                        | 9   | 3     | 3 (0)   | 0 (0)   | 9    | 0    | MAX   | 225         | 159         | 1.415       |
| 2   | PWSZ Tarnów                       | 6   | 3     | 2 (0)   | 1 (0)   | 6    | 4    | 1.500 | 233         | 199         | 1.171       |
| 3   | AZS Politechniki Śląskiej Gliwice | 3   | 3     | 1 (0)   | 2 (0)   | 4    | 6    | 0.667 | 216         | 247         | 0.874       |
| 4   | NOSiR Nowy Dwór Mazowiecki        | 0   | 3     | 0 (0)   | 3 (0)   | 0    | 9    | 0.000 | 167         | 236         | 0.708       |

Źródło: 
Punktacja: 3:0 i 3:1 – 3 pkt; 3:2 – 2 pkt; 2:3 – 1 pkt; 1:3 i 0:3 – 0 pkt
Zasady ustalania kolejności: 1. liczba punktów; 2. liczba zwycięstw; 3. stosunek setów; 4. stosunek małych punktów
| Data       | Drużyna 1                         | Wynik | Drużyna 2                         | Sety                       |
| ---------- | --------------------------------- | ----- | --------------------------------- | -------------------------- |
| 29.09.2017 | PWSZ Tarnów                       | 0:3   | MKS Kalisz                        | 18:25, 20:25, 22:25        |
| 29.09.2017 | AZS Politechniki Śląskiej Gliwice | 3:0   | NOSiR Nowy Dwór Mazowiecki        | 25:19, 25:21, 36:34        |
| 30.09.2017 | NOSiR Nowy Dwór Mazowiecki        | 0:3   | MKS Kalisz                        | 17:25, 16:25, 15:25        |
| 30.09.2017 | AZS Politechniki Śląskiej Gliwice | 1:3   | PWSZ Tarnów                       | 25:23, 20:25, 11:25, 23:25 |
| 01.10.2017 | PWSZ Tarnów                       | 3:0   | NOSiR Nowy Dwór Mazowiecki        | 25:16, 25:17, 25:12        |
| 01.10.2017 | MKS Kalisz                        | 3:0   | AZS Politechniki Śląskiej Gliwice | 25:15, 25:19, 25:17        |

### 4. runda
| Data       | Drużyna 1       | Wynik | Drużyna 2            | Sety                              |
| ---------- | --------------- | ----- | -------------------- | --------------------------------- |
| 17.01.2018 | Wisła Warszawa  | 3:2   | MKS Dąbrowa Górnicza | 21:25, 25:12, 27:25, 20:25, 15:12 |
| 17.01.2018 | MKS Kalisz      | 0:3   | Impel Wrocław        | 29:31, 22:25, 22:25               |
| 17.01.2018 | Radomka Radom   | 3:1   | Budowlani Toruń      | 25:18, 25:20, 23:25, 25:12        |
| 24.01.2018 | Solna Wieliczka | 3:2   | Legionovia Legionowo | 25:21, 25:21, 21:25, 23:25, 15:13 |

### 5. runda
| Data       | Drużyna 1            | Wynik | Drużyna 2                         | Sety                              |
| ---------- | -------------------- | ----- | --------------------------------- | --------------------------------- |
| 31.01.2018 | Wisła Warszawa       | 1:3   | KS Developres Rzeszów             | 17:25, 25:22, 21:25, 19:25        |
| 31.01.2018 | Trefl Proxima Kraków | 2:3   | Pałac Bydgoszcz                   | 25:15, 12:25, 25:22, 16:25, 7:15  |
| 07.02.2018 | Enea PTPS Piła       | 3:2   | Impel Wrocław                     | 25:20, 18:25, 23:25, 25:18, 15:11 |
| 31.01.2018 | Solna Wieliczka      | 0:3   | BKS Profi Credit Bielsko-Biała    | 23:25, 17:25, 24:26               |
| 31.01.2018 | Budowlani Łódź       | 3:2   | Polski Cukier Muszynianka Muszyna | 25:17, 16:25, 25:18, 20:25, 15:12 |
| 31.01.2018 | Radomka Radom        | 3:1   | KSZO Ostrowiec Świętokrzyski      | 25:23, 25:12, 22:25, 25:20        |

### Ćwierćfinał
| Data       | Drużyna 1            | Wynik | Drużyna 2                      | Sety                             |
| ---------- | -------------------- | ----- | ------------------------------ | -------------------------------- |
| 14.02.2018 | ŁKS Commercecon Łódź | 3:1   | KS Developres Rzeszów          | 25:22, 21:25, 25:20, 25:23       |
| 14.02.2018 | Enea PTPS Piła       | 3:1   | Pałac Bydgoszcz                | 25:17, 22:25, 25:21, 25:16       |
| 14.02.2018 | Budowlani Łódź       | 3:0   | BKS Profi Credit Bielsko-Biała | 25:19, 25:12, 25:23              |
| 14.02.2018 | Radomka Radom        | 3:2   | Chemik Police                  | 20:25, 25:19, 25:23, 14:25, 15:9 |

### Półfinał
| Data       | Drużyna 1            | Wynik | Drużyna 2      | Sety                       |
| ---------- | -------------------- | ----- | -------------- | -------------------------- |
| 10.03.2018 | ŁKS Commercecon Łódź | 3:1   | Enea PTPS Piła | 25:22, 18:25, 26:24, 27:25 |
| 10.03.2018 | Budowlani Łódź       | 3:1   | Radomka Radom  | 25:14, 22:25, 25:21, 25:22 |

### Finał
| Data       | Drużyna 1            | Wynik | Drużyna 2      | Sety                |
| ---------- | -------------------- | ----- | -------------- | ------------------- |
| 11.03.2018 | ŁKS Commercecon Łódź | 0:3   | Budowlani Łódź | 20:25, 17:25, 20:25 |